# Монбріо-дал-Камп
Монбріо́-дал-Камп (кат. Montbrió del Camp, вимова літературною каталанською [mʊnbri'ɔ dəł'kam(p)]) — муніципалітет, розташований в Автономній області Каталонія, в Іспанії. Код муніципалітету за номенклатурою Інституту статистики Каталонії — 430884. Знаходиться у районі (кумарці) Баш-Камп (коди району — 08 та BC) провінції Таррагона, згідно з новою адміністративною реформою перебуватиме у складі баґарії (округи) Камп-да-Таррагона.

## Назва муніципалітету
Назва муніципалітету походить від кат. mont Brió — «гора Бріо», від імені кат. Brió.

## Населення
Населення міста (у 2007 р.) становить 1.917 осіб (з них менше 14 років — 15 %, від 15 до 64 — 66,5 %, понад 65 років — 18,5 %). У 2006 р. народжуваність склала 25 осіб, смертність — 15 осіб, зареєстровано 12 шлюбів. У 2001 р. активне населення становило 676 осіб, з них безробітних — 31 особа.
Серед осіб, які проживали на території міста у 2001 р., 1.257 народилися в Каталонії (з них 1.044 особи у тому самому районі, або кумарці), 168 осіб приїхало з інших областей Іспанії, а 67 осіб приїхало з-за кордону. 
Вищу освіту має 9,7 % усього населення. 
У 2001 р. нараховувалося 544 домогосподарства (з них 23 % складалися з однієї особи, 28,1 % з двох осіб,17,1 % з 3 осіб, 20,2 % з 4 осіб, 7,5 % з 5 осіб, 3,1 % з 6 осіб, 0,9 % з 7 осіб, 0 % з 8 осіб і 0 % з 9 і більше осіб).
Активне населення міста у 2001 р. працювало у таких сферах діяльності: у сільському господарстві — 14,3 %, у промисловості — 19,1 %, на будівництві — 14,4 % і у сфері обслуговування — 52,2 %. 
У муніципалітеті або у власному районі (кумарці) працює 594 особи, поза районом — 346 осіб.

### Безробіття
У 2007 р. нараховувалося 63 безробітних (у 2006 р. — 50 безробітних), з них чоловіки становили 33,3 %, а жінки — 66,7 %.

## Економіка

### Підприємства міста

#### Промислові підприємства
| \| Промислові підприємства міста, за сферою діяльності \| Промислові підприємства міста, за сферою діяльності \| Промислові підприємства міста, за сферою діяльності \| \| Рік \| 2002 р. \| 2001 р. \| \| --------------------------------------------------- \| --------------------------------------------------- \| --------------------------------------------------- \| \| Енергетичні та водні ресурси \| 11,8 % \| 5,3 % \| \| Хімія та метали \| 0 % \| 0 % \| \| Переробка металів \| 29,4 % \| 26,3 % \| \| Продукти харчування \| 11,8 % \| 26,3 % \| \| Текстиль \| 11,8 % \| 10,5 % \| \| Виробництво меблів, видання \| 23,5 % \| 26,3 % \| \| Інше \| 11,8 % \| 5,3 % \| \| Усього підприємств \| 17 \| 19 \| |         |         |
| Промислові підприємства міста, за сферою діяльності |         |         |
| Рік | 2002 р. | 2001 р. |
| Енергетичні та водні ресурси | 11,8 %  | 5,3 %   |
| Хімія та метали | 0 %     | 0 %     |
| Переробка металів | 29,4 %  | 26,3 %  |
| Продукти харчування | 11,8 %  | 26,3 %  |
| Текстиль | 11,8 %  | 10,5 %  |
| Виробництво меблів, видання | 23,5 %  | 26,3 %  |
| Інше | 11,8 %  | 5,3 %   |
| Усього підприємств | 17      | 19      |

#### Роздрібна торгівля
| \| Підприємства роздрібної торгівлі міста, за сферою діяльності \| Підприємства роздрібної торгівлі міста, за сферою діяльності \| Підприємства роздрібної торгівлі міста, за сферою діяльності \| \| Рік \| 2002 р. \| 2001 р. \| \| ------------------------------------------------------------ \| ------------------------------------------------------------ \| ------------------------------------------------------------ \| \| Продукти харчування \| 56,5 % \| 50 % \| \| Одяг та взуття \| 4,3 % \| 3,8 % \| \| Товари для дому \| 17,4 % \| 23,1 % \| \| Книги та періодичні видання \| 0 % \| 0 % \| \| Промислова хімічна продукція \| 4,3 % \| 7,7 % \| \| Продукція, пов'язана з транспортними засобами \| 0 % \| 0 % \| \| Інше \| 17,4 % \| 15,4 % \| \| Усього підприємств \| 23 \| 26 \| |         |         |
| Підприємства роздрібної торгівлі міста, за сферою діяльності |         |         |
| Рік | 2002 р. | 2001 р. |
| Продукти харчування | 56,5 %  | 50 %    |
| Одяг та взуття | 4,3 %   | 3,8 %   |
| Товари для дому | 17,4 %  | 23,1 %  |
| Книги та періодичні видання | 0 %     | 0 %     |
| Промислова хімічна продукція | 4,3 %   | 7,7 %   |
| Продукція, пов'язана з транспортними засобами | 0 %     | 0 %     |
| Інше | 17,4 %  | 15,4 %  |
| Усього підприємств | 23      | 26      |

#### Сфера послуг
| \| Підприємства міста, що працюють у сфері послуг, за діяльністю \| Підприємства міста, що працюють у сфері послуг, за діяльністю \| Підприємства міста, що працюють у сфері послуг, за діяльністю \| \| Рік \| 2002 р. \| 2001 р. \| \| ------------------------------------------------------------- \| ------------------------------------------------------------- \| ------------------------------------------------------------- \| \| Гуртова торгівля \| 16,4 % \| 22,4 % \| \| Готелі та готельний бізнес \| 16,4 % \| 15,5 % \| \| Транспорт та зв'язок \| 16,4 % \| 17,2 % \| \| Посередницькі фінансові послуги \| 7,3 % \| 6,9 % \| \| Послуги підприємствам \| 1,8 % \| 1,7 % \| \| Послуги фізичним особам \| 29,1 % \| 27,6 % \| \| Нерухомість та ін. \| 12,7 % \| 8,6 % \| \| Усього підприємств \| 55 \| 58 \| |         |         |
| Підприємства міста, що працюють у сфері послуг, за діяльністю |         |         |
| Рік | 2002 р. | 2001 р. |
| Гуртова торгівля | 16,4 %  | 22,4 %  |
| Готелі та готельний бізнес | 16,4 %  | 15,5 %  |
| Транспорт та зв'язок | 16,4 %  | 17,2 %  |
| Посередницькі фінансові послуги | 7,3 %   | 6,9 %   |
| Послуги підприємствам | 1,8 %   | 1,7 %   |
| Послуги фізичним особам | 29,1 %  | 27,6 %  |
| Нерухомість та ін. | 12,7 %  | 8,6 %   |
| Усього підприємств | 55      | 58      |

## Житловий фонд
У 2001 р. 2,8 % усіх родин (домогосподарств) мали житло метражем до 59 м2, 23 % — від 60 до 89 м2, 30 % — від 90 до 119 м2 і
44,3 % — понад 120 м2.

З усіх будівель у 2001 р. 35,3 % було одноповерховими, 56,3 % — двоповерховими, 7,4 % — триповерховими, 0,9 % — чотириповерховими, 0,2 % — п'ятиповерховими, 0 % — шестиповерховими,
0 % — семиповерховими, 0 % — з вісьмома та більше поверхами.

## Автопарк
| \| Автомобілі, зареєстровані у місті, за призначенням \| Автомобілі, зареєстровані у місті, за призначенням \| Автомобілі, зареєстровані у місті, за призначенням \| \| Рік \| 2006 р. \| 2005 р. \| \| -------------------------------------------------- \| -------------------------------------------------- \| -------------------------------------------------- \| \| Приватні автомобілі \| 63 % \| 63,8 % \| \| Мотоцикли \| 12,8 % \| 12,1 % \| \| Вантажівки \| 21,4 % \| 21,1 % \| \| Трактори \| 0,3 % \| 0,3 % \| \| Автобуси та ін. \| 2,6 % \| 2,6 % \| \| Усього автомобілів \| 1.685 шт. \| 1.520 шт. \| |           |           |
| Автомобілі, зареєстровані у місті, за призначенням |           |           |
| Рік | 2006 р.   | 2005 р.   |
| Приватні автомобілі | 63 %      | 63,8 %    |
| Мотоцикли | 12,8 %    | 12,1 %    |
| Вантажівки | 21,4 %    | 21,1 %    |
| Трактори | 0,3 %     | 0,3 %     |
| Автобуси та ін. | 2,6 %     | 2,6 %     |
| Усього автомобілів | 1.685 шт. | 1.520 шт. |

## Вживання каталанської мови
У 2001 р. каталанську мову у місті розуміли 97,1 % усього населення (у 1996 р. — 98,9 %), вміли говорити нею 93,3 % (у 1996 р. — 94,4 %), вміли читати 89,8 % (у 1996 р. — 85,7 %), вміли писати 71,1 % (у 1996 р. — 48,4 %). Не розуміли каталанської мови 2,9 %.

## Політичні уподобання
У виборах до Парламенту Каталонії у 2006 р. взяло участь 913 осіб (у 2003 р. — 911 осіб). Голоси за політичні сили розподілилися таким чином:
| \| Вибори до Парламенту Каталонії \| Вибори до Парламенту Каталонії \| Вибори до Парламенту Каталонії \| \| Рік \| 2006 р. \| 2003 р. \| \| -------------------------------------- \| ------------------------------ \| ------------------------------ \| \| Конвергенція та Єднання (CiU) \| 43,4 % \| 47,7 % \| \| Соціалістична партія Каталонії (PSC) \| 11,6 % \| 11,9 % \| \| Народна партія (PP) \| 7,4 % \| 7,9 % \| \| Ініціатива за Каталонію — Зелені (ICV) \| 6,1 % \| 2,4 % \| \| Республіканська лівиця Каталонії (ERC) \| 28,6 % \| 28,9 % \| \| Громадяни — Громадянська партія (C's) \| 0,5 % \| 0 % \| \| Інші \| 2,3 % \| 1,2 % \| |         |         |
| Вибори до Парламенту Каталонії |         |         |
| Рік | 2006 р. | 2003 р. |
| Конвергенція та Єднання (CiU) | 43,4 %  | 47,7 %  |
| Соціалістична партія Каталонії (PSC) | 11,6 %  | 11,9 %  |
| Народна партія (PP) | 7,4 %   | 7,9 %   |
| Ініціатива за Каталонію — Зелені (ICV) | 6,1 %   | 2,4 %   |
| Республіканська лівиця Каталонії (ERC) | 28,6 %  | 28,9 %  |
| Громадяни — Громадянська партія (C's) | 0,5 %   | 0 %     |
| Інші | 2,3 %   | 1,2 %   |

У муніципальних виборах у 2007 р. взяло участь 1.152 особи (у 2003 р. — 1.010 осіб). Голоси за політичні сили розподілилися таким чином:
| \| Муніципальні вибори \| Муніципальні вибори \| Муніципальні вибори \| \| Рік \| 2007 р. \| 2003 р. \| \| -------------------------------------- \| ------------------- \| ------------------- \| \| Конвергенція та Єднання (CiU) \| 50,6 % \| 48,8 % \| \| Соціалістична партія Каталонії (PSC) \| 12,5 % \| 9,7 % \| \| Народна партія (PP) \| 3,2 % \| 3,5 % \| \| Ініціатива за Каталонію — Зелені (ICV) \| 0 % \| 0 % \| \| Республіканська лівиця Каталонії (ERC) \| 33,7 % \| 36,4 % \| \| Громадяни — Громадянська партія (C's) \| 0 % \| 0 % \| \| Інші \| 0 % \| 1,6 % \| |         |         |
| Муніципальні вибори |         |         |
| Рік | 2007 р. | 2003 р. |
| Конвергенція та Єднання (CiU) | 50,6 %  | 48,8 %  |
| Соціалістична партія Каталонії (PSC) | 12,5 %  | 9,7 %   |
| Народна партія (PP) | 3,2 %   | 3,5 %   |
| Ініціатива за Каталонію — Зелені (ICV) | 0 %     | 0 %     |
| Республіканська лівиця Каталонії (ERC) | 33,7 %  | 36,4 %  |
| Громадяни — Громадянська партія (C's) | 0 %     | 0 %     |
| Інші | 0 %     | 1,6 %   |